# Municipio de San Juan Cancuc
El municipio de San Juan Cancuc es un municipio del estado mexicano de Chiapas. Tiene los siguientes límites territoriales: Al norte con el municipio de Sitalá, al este con el municipio de Chilón y el municipio de Ocosingo, al sur con el municipio de Oxchuc, al oeste con los municipios de Tenejapa y Chenalhó y al noroeste con el municipio de Pantelhó. 
Anteriormente se consideraba parte de la región socioeconómica "V-Selva”, con cabecera distrital en el municipio de Palenque, siendo éste un primer problema ya que culturalmente el municipio está más identificado con la Región de los Altos, tanto por las similitudes en su ecosistema, como por factores culturales y políticos. 
En la reciente regionalización económica de Chiapas, el municipio fue asignado a la región V-Altos Tsotsil-Tseltal. 
El municipio está ubicado en la vertiente de las Montañas del Norte de la fisiografía de Chiapas, por lo que la topografía de la zona vuelve muy difícil tanto el acceso como el trabajo agrícola. En esta región solía haber una gran extensión de bosques y selvas, las cuales se han ido perdiendo de manera acelerada a partir de 1973, con la consecuente pérdida intensificada de flora y fauna. La misma población reconoce la gravedad de esta pérdida, pero ante la falta de alternativas económicas, la degradación de la biodiversidad no parece dar marcha atrás.

### Iglesias
No la terminaron de construir por que según el santo de San Juan no lo quiso ahí. Actualmente se encuentra a como se conoce el centro de San Juan Cancuc. Al igual cuentan los antepasados que la construyeron en una noche y que utilizaban humanos para poder construirlas.

## Demografía
Está poblada por mayas tseltales, quienes demuestran tradiciones y costumbres particulares poco estudiados. 
Dentro de la superficie municipal de 163,08 km², la población total es de 24 906 habitantes, con una densidad de 152,72 habitantes /km.² lo cual indica que ha habido un crecimiento de 4218 habitantes desde el 2000. En la cabecera municipal se concentra el 24,98% de la población total del municipio (6 221 habitantes). El resto de la población se localiza en otras 36 localidades,  de las cuales 21 tienen entre 100 y 499 habitantes, 14 entre 500 y 2499 habitantes y 1 entre 50 y 99.  El aumento de localidades es de 8 desde el año 2000.

### Localidades
En el censo de 2020 el municipio de San Juan Cancuc contaba con 43 localidades.
| Código INEGI      | Localidad            | Población (2020) |
| ----------------- | -------------------- | ---------------- |
| 071120001         | San Juan Cancuc      | 8 477            |
| 071120005         | Chiloljá             | 3 322            |
| 071120015         | Nichteel San Antonio | 2 355            |
| 071120018         | El Pozo              | 2 326            |
| 071120011         | Iwiltic              | 1 471            |
| 071120016         | Nailchén             | 1 245            |
| 071120021         | Tzuluwitz            | 1 170            |
| 071120009         | Chancolom            | 1 140            |
| 071120003         | Cruztón              | 1 101            |
| 071120017         | Oniltic              | 1 090            |
| Otras localidades | Otras localidades    | 14 251           |
| Total municipal   | Total municipal      | 37 948           |

## Medio natural
La vegetación presente en el municipio es la siguiente: bosques de coníferas (bosque de pino) que abarca el 0,68%; selvas medianas y bosques mesófilos que ocupan el 0,51%; pastizales y herbazales (pastizal inducido) que abarcan el 2,58% y vegetación secundaria que ocupa el 38,24% de la superficie municipal. El resto del territorio es empleado para agricultura de temporada o en pastizales. La fauna silvestre nativa incluía venados, tejones, sereques, tepezcuintles, mapaches, zorras, monos, ocelotes, tecolotes, loros, iguanas, nauyacas, entre otros.